# Конащук-Канарська Лариса Павлівна
Лариса Павлівна Конащук (Канарська) (нар. 16 травня 1960 р., м. Конотоп, Сумська область) — українська естрадна співачка, лауреатка Всесоюзного телевізійного конкурсу виконавців естрадної пісні в Юрмалі (1987).

## Життєпис
Лариса Павлівна Конащук (Канарська) народилася 16 травня 1960 року в м. Конотоп на Сумщині. У 1983 закінчила Львівську консерваторію у класі Кощак Ф. М. Працювала солісткою Рівненської філармонії, співала в гурті «Край». Виступала в багатьох містах і селах України, Білорусії, Канаді. Проживала в Києві, має доньку.

## Творчість
Учасниця 1-го фестивалю «Червона рута» (1989), з гуртом «Рандеву» (м. Луцьк). Перемогла в другому Всесоюзному конкурсі виконавців естрадної пісні в Юрмалі у відбірковому турі Республіканського конкурсу. Співала пісні українських авторів, зокрема, Ігоря Стецюка на вірші Миколи Бровченка. Виступала в концертному залі «Росія» (м. Москва, 1989). Має записи на телебаченні.

## Нагороди і відзнаки
1987 — Лауреат третьої премії Всесоюзного телевізійного конкурсу виконавців естрадної пісні в м. Юрмалі (Латвія).